# Herzschlag (Fernsehserie)
Herzschlag (Originaltitel: Pálpito) ist eine kolumbianische Thrillerserie, die von Leonardo Padrón geschaffen wurde. Die Serie wurde am 20. April 2022 weltweit auf Netflix veröffentlicht.

## Handlung
Valeria, die Frau von Simón, wird von einem Verbrechersyndikat ermordet, um ihr intaktes sowie kompatibles Herz zu entnehmen, und es in eine andere Person zu transplantieren. Bei dieser Person handelt es sich um Camila, die Frau eines vermögenden Mannes, die über die wirkliche Herkunft ihres neuen Herzens im Unklaren bleibt. Simón begibt sich verzweifelt und getrieben von Rache in die gefährliche Welt des Organhandels. Auch Camila sucht zunehmend nach Antworten und stellt alles in Frage. Derweil taucht Simón immer weiter den Abgrund hinein, um die zu finden, die für den Tod seiner Frau verantwortlich sind, und sie zur Rechenschaft zu ziehen. Auf seinem Weg verliebt sich Simón in Camila, die dank des gestohlenen Herzens seiner ermordeten Frau weiterleben darf. Als beide die Wahrheit herausfinden, werden die Dinge drastisch komplizierter und alles nimmt eine noch lebensgefährlichere Wendung.

## Besetzung und Synchronisation
Die deutschsprachige Synchronisation entstand nach den Dialogbüchern von Ricarda Holztrattner, Katharina Lange, Ellen Scheffler, Yannick Forstenhäusler, Svenja Holm, Tobias Göttfert und Susanne Schwab sowie unter der Dialogregie von Michael Noack durch die Synchronfirma TV+Synchron in Berlin.

### Hauptdarsteller
| Rolle               | Schauspieler          | Synchronsprecher     |
| ------------------- | --------------------- | -------------------- |
| Simón Duque         | Michel Brown          | Thomas Schmuckert    |
| Camila Duarte       | Ana Lucía Domínguez   | Sandrine Mittelstädt |
| Zacarías Cienfuegos | Sebastián Martínez    | Armin Schlagwein     |
| Valeria Duque       | Margarita Muñoz       | Dana Friedrich       |
| Mariachi            | Moisés Arizmendi      | Samir Fuchs          |
| Sarmiento           | Juan Fernando Sánchez | Nicolas Böll         |
| Greta Volcán        | Jacqueline Arenal     | Nina Herting         |

### Nebendarsteller
| Rolle            | Schauspieler       | Synchronsprecher       |
| ---------------- | ------------------ | ---------------------- |
| Tomás            | Julián Cerati      | Nicolás Artajo         |
| Samantha         | Valeria Emiliani   | Lana Finn Marti        |
| Braulio Cárdenas | Mauricio Cujar     | Rainer Doering         |
| Karla            | Silvia Varón       | Ronja Peters           |
| Tacho Rentería   | Ramsés Ramos       | Stephan Baumecker      |
| Garabato         | Juan Tarquino      | Vlad Chiriac           |
| Tata             | Gianina Arana      | Daniela Grubert        |
| Lucas            | Andrés Mejía       | Theodor Werner Braun   |
| Marcelo          | David Páez         | Stefan Bräuler         |
| Lucho            | Santiago Gómez     | Dirk Stollberg         |
| Dr. Carrasco     | Christian Gómez    | Marko Bräutigam        |
| Dr. Montejo      | Álvaro García      | Hanns Jörg Krumpholz   |
| Álvaro           | Miguel González    | Nils Nelleßen          |
| Julio            | Juan Felipe Samper | Georgios Tzitzikos     |
| Gaby             | Nina Rodríguez     | Greta Galisch de Palma |
| Troya            | Jenny Vargas       | Nurcan Özdemir         |

## Episodenliste

### Staffel 1
| Nr. (ges.)                                                                          | Nr. (St.) | Deutscher Titel                          | Originaltitel                       | Regie       | Drehbuch                                                           |
| ----------------------------------------------------------------------------------- | --------- | ---------------------------------------- | ----------------------------------- | ----------- | ------------------------------------------------------------------ |
| 1                                                                                   | 1         | Glück ist nicht kugelsicher              | La felicidad no es redonda          | Camilo Vega | Leonardo Padrón, Doris Seguí, Christian Jiménez & Carlos E. Castro |
| 2                                                                                   | 2         | Ein Gast in meinem Körper                | Un huésped dentro de mi cuerpo      | Camilo Vega | Leonardo Padrón, Doris Seguí, Christian Jiménez & Carlos E. Castro |
| 3                                                                                   | 3         | Die Suche                                | La búsqueda                         | Camilo Vega | Leonardo Padrón, Doris Seguí, Christian Jiménez & Carlos E. Castro |
| 4                                                                                   | 4         | Dieses Herz hätte nie dir gehören sollen | Ese corazón nunca debió ser tuyo    | Camilo Vega | Leonardo Padrón, Doris Seguí, Christian Jiménez & Carlos E. Castro |
| 5                                                                                   | 5         | Die Organisation                         | La organización                     | Camilo Vega | Leonardo Padrón, Doris Seguí, Christian Jiménez & Carlos E. Castro |
| 6                                                                                   | 6         | Keine losen Enden                        | Sin cabos sueltos                   | Camilo Vega | Leonardo Padrón, Doris Seguí, Christian Jiménez & Carlos E. Castro |
| 7                                                                                   | 7         | Ein entscheidender Moment                | Un momento crucial                  | Camilo Vega | Leonardo Padrón, Doris Seguí, Christian Jiménez & Carlos E. Castro |
| 8                                                                                   | 8         | Ist mein Mann ein Mörder?                | ¿Mi esposo es un asesino?           | Camilo Vega | Leonardo Padrón, Doris Seguí, Christian Jiménez & Carlos E. Castro |
| 9                                                                                   | 9         | Wir werden dein Leben verändern          | Estamos aquí para cambiarle la vida | Camilo Vega | Leonardo Padrón, Doris Seguí, Christian Jiménez & Carlos E. Castro |
| 10                                                                                  | 10        | Die schreckliche Wahrheit                | La terrible verdad                  | Camilo Vega | Leonardo Padrón, Doris Seguí, Christian Jiménez & Carlos E. Castro |
| 11                                                                                  | 11        | Der Insider                              | El infiltrado                       | Camilo Vega | Leonardo Padrón, Doris Seguí, Christian Jiménez & Carlos E. Castro |
| 12                                                                                  | 12        | Die Narbe                                | La cicatriz                         | Camilo Vega | Leonardo Padrón, Doris Seguí, Christian Jiménez & Carlos E. Castro |
| 13                                                                                  | 13        | Das nächste Opfer                        | La próxima víctima                  | Camilo Vega | Leonardo Padrón, Doris Seguí, Christian Jiménez & Carlos E. Castro |
| 14                                                                                  | 14        | Das Geständnis                           | La confesión                        | Camilo Vega | Leonardo Padrón, Doris Seguí, Christian Jiménez & Carlos E. Castro |
| Am 20. April 2022 wurden alle Folgen der ersten Staffel bei Netflix veröffentlicht. |           |                                          |                                     |             |                                                                    |

### Staffel 2
| Nr. (ges.)                                                                           | Nr. (St.) | Deutscher Titel                | Originaltitel            | Regie       | Drehbuch                                                           |
| ------------------------------------------------------------------------------------ | --------- | ------------------------------ | ------------------------ | ----------- | ------------------------------------------------------------------ |
| 15                                                                                   | 1         | Das Wiedersehen                | El reencuentro           | Camilo Vega | Leonardo Padrón, Doris Seguí, Christian Jiménez & Carlos E. Castro |
| 16                                                                                   | 2         | Versetz dich in meine Lage     | Ponte en mis zapatos     | Camilo Vega | Leonardo Padrón, Doris Seguí, Christian Jiménez & Carlos E. Castro |
| 17                                                                                   | 3         | Willkommen in der Hölle        | Bienvenidos al infierno  | Camilo Vega | Leonardo Padrón, Doris Seguí, Christian Jiménez & Carlos E. Castro |
| 18                                                                                   | 4         | Verzweiflungstat               | Una solución desesperada | Camilo Vega | Leonardo Padrón, Doris Seguí, Christian Jiménez & Carlos E. Castro |
| 19                                                                                   | 5         | Chaos                          | El caos                  | Camilo Vega | Leonardo Padrón, Doris Seguí, Christian Jiménez & Carlos E. Castro |
| 20                                                                                   | 6         | Die letzte Hoffnung            | La última esperanza      | Camilo Vega | Leonardo Padrón, Doris Seguí, Christian Jiménez & Carlos E. Castro |
| 21                                                                                   | 7         | Eine schreckliche Entscheidung | La terrible elección     | Camilo Vega | Leonardo Padrón, Doris Seguí, Christian Jiménez & Carlos E. Castro |
| 22                                                                                   | 8         | Gegen die Zeit                 | A contrarreloj           | Camilo Vega | Leonardo Padrón, Doris Seguí, Christian Jiménez & Carlos E. Castro |
| 23                                                                                   | 9         | Außer Kontrolle                | Fuera de control         | Camilo Vega | Leonardo Padrón, Doris Seguí, Christian Jiménez & Carlos E. Castro |
| 24                                                                                   | 10        | Buße                           | Expiación                | Camilo Vega | Leonardo Padrón, Doris Seguí, Christian Jiménez & Carlos E. Castro |
| Am 19. April 2023 wurden alle Folgen der zweiten Staffel bei Netflix veröffentlicht. |           |                                |                          |             |                                                                    |